# Прапор (геометрія)

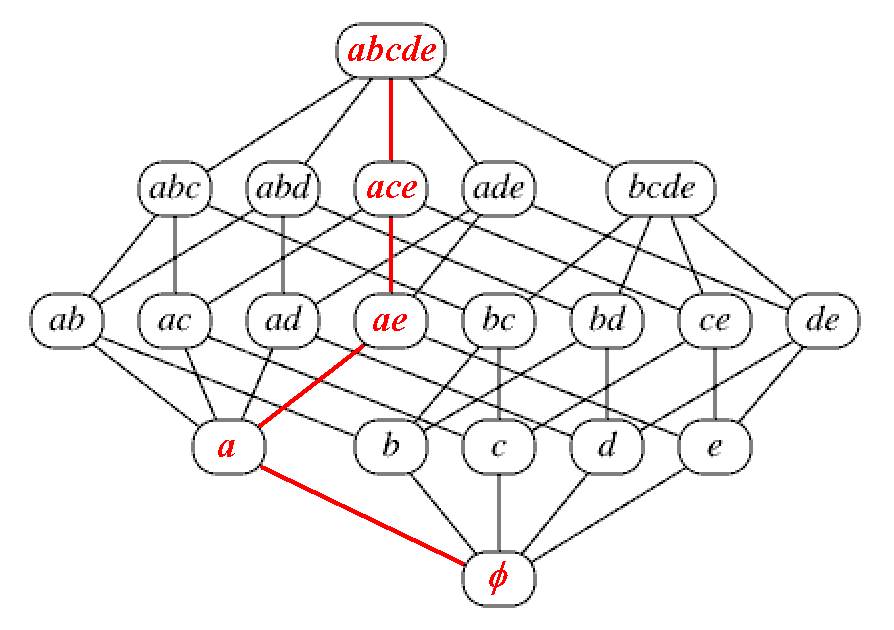
Діаграма граней квадратної піраміди, показує один з її прапорів

Прапор у геометрії багатогранників — послідовність граней (різної розмірності) абстрактного багатогранника, в якій кожна попередня грань міститься в наступній та послідовність містить рівно по одній грані кожної розмірності.
Більш формально, прапор ψ n-вимірного багатогранника — це множина {F−1, F0, …, Fn}, така, що Fi ≤ Fi+1 (-1 ≤ i ≤ n − 1) і є рівно один елемент Fi у ψ для кожного i, (-1 ≤ i ≤ n). Оскільки мінімальна грань F−1 і максимальна грань Fn повинні бути в кожному прапорі, їх часто опускають зі списку граней для стислості. Ці дві грані називаються невласними.
Наприклад, прапор тривимірного багатогранника складається з вершини, одного ребра, інцидентного цій вершині, і однієї багатокутної грані, інцидентної як вершині, так і ребру, плюс дві невласні грані. Прапор тривимірного багатогранника іноді називається «дартом».
Багатогранник можна розглядати як правильний тоді і тільки тоді, коли його група симетрії є транзитивною на прапорах. Це визначення виключає хіральні багатогранники.

## Геометрія інцидентності
У більш абстрактних умовах геометрії інцидентності, яка є множиною з симетричним і рефлексованим відношенням, визначеним на елементах множини і званим інцидентністю, прапор — це множина елементів, які попарно інцидентні. Цей рівень абстракції узагальнює як концепцію прапорів багатогранників, дану вище, так і концепцію прапорів з лінійної алгебри.
Прапор є максимальним, якщо він не міститься в більшому прапорі. Якщо всі максимальні прапори геометрії інцидентності мають однаковий розмір, це загальне значення є рангом геометрії.